# 장융치
장융치(중국어 정체자: 江泳錡, 병음: Jiâng Yôngqí, 한자음: 강영기, 1980년 7월 20일 ~ )는 대만의 배우이자 화장품 기업인이다.